# Hindustani
För andra betydelser, se Hindustani (olika betydelser).
Hindustani (/ hɪndustɑːniː /;हिन्दुस्तानी, ہندوستانی), även känt som hindi-urdu, är en lingvistisk term för att beskriva flera närbesläktade språk i den norra, centrala och nordvästra delen av den indiska subkontinenten. Det ingår två skriftliga standardiseringar i språkområdet, hindi och urdu, men också flera dialekter utan skriftliga traditioner.
De två standardiseringarna har en nästan identisk grammatik, och delar även ett grundläggande ordförråd. Före delningen av Brittiska Indien 1947 användes orden hindustani och urdu i det närmaste synonymt.

## Officiell status

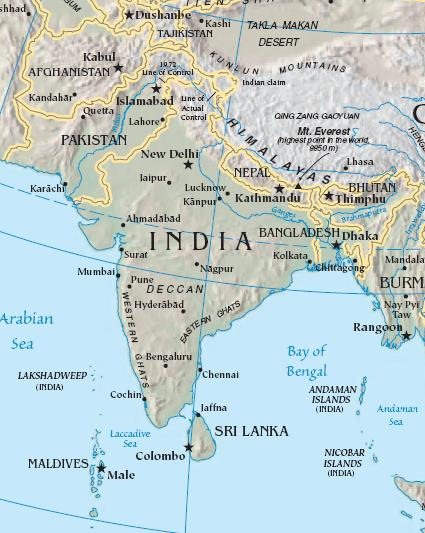
Hindustani, i dess standardiserade register, är officiellt språk i både Indien (hindi) och Pakistan (urdu).

Urdu, det ursprungliga standardiserade registret av hindustani, är Pakistans nationalspråk, där det delar status som officiellt språk tillsammans med engelskan. Även om engelskan används mest i elitkretsar, och punjabi har en stor mängd modersmålstalare, är urdu lingua franca och förväntas dominera. Urdu är även ett av Indiens officiella språk, och i de indiska delstaterna och unionsterritorierna Andhra Pradesh, Bihar, Delhi, Jammu och Kashmir samt Uttar Pradesh har urdu officiell status. Medan skolsystemet i de flesta andra stater betonar hindi både talas och lärs urdu ut vid universitet i städer som Lucknow, Aligarh och Hyderabad, där det anses vara ett prestigespråk.
Hindi, som är det andra standardiserade registret av hindustani, deklareras i Indiens grundlag som unionens officiella språk, i artikel 343(1). (I det här sammanhanget betyder "union" den federala regeringen och inte hela landet - Indien har 23 officiella språk.) Samtidigt är dock den definitiva texten i den federala lagen officiellt den engelska, och förfaringssätten i de högre appellationsdomstolarna måste vara på engelska. På delstatsnivå är hindi ett officiellt språk i tio av de 28 indiska delstaterna, och i fem unionsterritorier, nämligen Uttar Pradesh, Bihar, Jharkhand, Uttarakhand, Madhya Pradesh, Rajasthan, Chhattisgarh, Himachal Pradesh, Arunachal Pradesh och Haryana; unionsterritorierna är Delhi, Chandigarh, Andamanerna och Nikobarerna, Jammu och Kashmir samt Ladakh). I resten av delstaterna är hindi inte ett officiellt språk. I delstaten Tamil Nadu är det inte obligatoriskt att studera hindi enligt kursplanen, men det finns som val att ta som andra eller tredje språk. I många andra stater är det vanligtvis obligatoriskt att studera hindi enligt kursplanen som ett tredje språk (där de två första är statens officiella språk samt engelska), även om hindis intensitet i kursplanen varierar.
Hindustani var officiellt språk i Brittiska Indien fram till dess delning 1947. Termen var då en synonym till urdu.

## Hindustani utanför Sydasien
Hindustani talas även utanför Sydasien, och då oftast av emigranter och deras ättlingar. På Fiji är fijiansk hindi ett av tre officiella språk. Varianten är utvecklad från östliga dialekter, och är, även om det har utvecklat en del särdrag, förståeligt för sydasiatiska talare, och vice versa. Nästan alla indofijianer talar språket, vilka utgör 38,1 % av Fijis befolkning. I Karibien talas hindustani av en stor grupp indisk-karibiska grupper; framförallt i Surinam, Guyana och Trinidad och Tobago. I Surinam är hindustani det näst mest talade språket. 
Tadj-uzbeki är en form av hindustani som talas av ättlingar efter indiska utvandrare på gränsen mellan Tadzjikistan och Uzbekistan. Varianten har påverkats av uzbekiska, tadzjikiska och ryska. Hindustani talas också av stora immigrantgrupper i Nordamerika, Europa, Afrika och Mellanöstern. På Mauritius är flertalet av befolkningen av indisk härkomst, men deras muntliga variant av hindustani, bjojpuri, förlorar nu terräng gentemot fransk-kreolen.